# 日本橋ストリートフェスタ
日本橋ストリートフェスタ（にっぽんばしストリートフェスタ）は、大阪府大阪市浪速区でんでんタウンで2005年より開催されるコスプレ、サブカルチャー、アニメ、痛車関連のイベントである。略称は「ストフェス」。コスプレ&キャラクターパレード、メイドパレードや物品販売、痛車の展示がある。公式キャラクターはいとうのいぢ原案による「音々（ねおん）ちゃん」である。

## 概要
2005年に開催されるまで、西日本では定期的に開催されるこの種のイベントはDreamParty等、何れも愛好家が内輪で楽しんだり、小規模で限られていたが、日本橋ストリートフェスタは地元の商店街が中心となって開催している。
2019年までは3月後半の春分の日もしくはその前後の日曜日に開催されていたが、2011年は東日本大震災発生のため中止となった。また、平成最後の開催となった2019年はG20大阪サミットとの兼ね合いもあり、例年より早い3月9日で土曜日の開催となった。
元号が令和になってからは、2020年 - 2022年は新型コロナウイルスの流行を受け、2023年はコロナウイルスの流行に加え、前年の2022年10月に発生した梨泰院での群集事故を受けての警備上の困難を理由により4年連続で中止されていた。なお、2021年 - 2023年に関しては早い段階で開催中止が決定したため、回数としてはカウントされなかった。2023年5月にコロナウイルスの5類化に伴って開催規制が大幅に緩和され、2024年より開催が再開、開催時期を5月に変更した。

## 開催データ
| 回数                             | 開催日          | 来場者数    |
| -------------------------------- | --------------- | ----------- |
| 第1回                            | 2005年3月20日   | 約131,000人 |
| 第2回                            | 2006年3月21日   | 約154,000人 |
| 第3回                            | 2007年3月21日   | 約168,000人 |
| 第4回                            | 2008年3月20日   | 約166,000人 |
| 第5回                            | 2009年3月20日   | 約186,000人 |
| 第6回                            | 2010年3月21日   | 約202,000人 |
| 第7回                            | (2011年3月21日) | 開催中止    |
| 第8回                            | 2012年3月20日   | 約225,000人 |
| 第9回                            | 2013年3月24日   | 約230,000人 |
| 第10回                           | 2014年3月21日   | 約240,000人 |
| 第11回                           | 2015年3月21日   | 約250,000人 |
| 第12回                           | 2016年3月20日   |             |
| 第13回                           | 2017年3月19日   |             |
| 第14回                           | 2018年3月18日   |             |
| 第15回                           | 2019年3月9日    |             |
| 第16回                           | (2020年3月15日) | 開催中止    |
| （2021年から2023年まで開催休止） |                 |             |
| 第17回                           | 2024年5月12日   | 約210,000人 |
| 第18回                           | 2025年5月18日   | 約220,000人 |